# 奧什特莫鎮區 (密歇根州)
奧什特莫鎮區（英語：Oshtemo Township）是位於美國密歇根州卡拉馬祖縣的一個特設鎮區。

## 地方資料
奧什特莫鎮區的面積為93.20平方千米，當中陸地面積為92.90平方千米，而水域面積為0.30平方千米。根據2020年美國人口普查的數據，當地共有人口23747人，而人口密度為每平方千米254.8人。